# Barrio de La Latina (Madrid)
El barrio de La Latina es un área de la ciudad de Madrid, ubicada en las inmediaciones de la estación de metro La Latina. 
Se trata de un barrio oficioso, es decir, a efectos administrativos no es un barrio propio, sino que forma parte casi en su totalidad del más extenso barrio de Palacio, en el distrito Centro de la ciudad. No debe confundirse con el 10.º distrito de Madrid, también llamado Latina.
El área de La Latina seguramente toma su nombre del antiguo hospital, fundado en 1499 por la humanista y escritora Beatriz Galindo, «La Latina», profesora de latín de Isabel la Católica. Ocupa una gran parte del denominado Madrid de los Austrias y, aunque sus límites son difusos, podría afirmarse que, articulados en torno al eje de la carrera de San Francisco —que desde la plaza de la Cebada discurre hasta la basílica de San Francisco el Grande—, estos límites serían: al norte, la calle de Segovia —una profunda rambla ocupada antiguamente por el arroyo de San Pedro que vertía al río Manzanares y que se salva hoy a través de «El Viaducto»—; al sur, la Ronda y Puerta de Toledo; al este, la calle de Toledo —que limita con el Rastro y el barrio de Lavapiés— y, al oeste, la calle de Bailén.

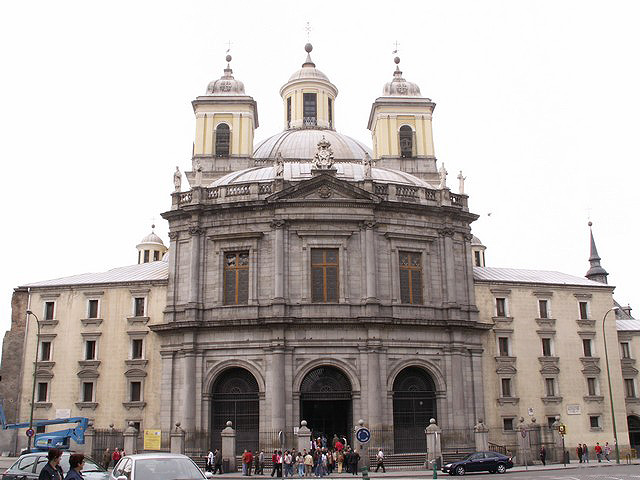
Fachada principal de la basílica de San Francisco el Grande, vista desde la carrera de San Francisco.

## Recorrido histórico
La Latina ocupa gran parte del Madrid más antiguo, a veces también conocido como Madrid de los Austrias con el que coincide en gran medida, y guarda una peculiar organización urbana propia de la distribución medieval, con plazas amplias y calles estrechas que siguen el antiguo recorrido de las aguas. Su configuración se solapa casi perfectamente con los primeros recintos amurallados de la ciudadela del siglo IX —la almudena— y de la ciudad —la medina— que la circundaba. En sus calles han tenido presencia todos los hechos históricos sucedidos en Madrid en todas las épocas, sin perder su carácter popular. En este sentido se puede decir que La Latina constituye gran parte del verdadero centro histórico de Madrid.

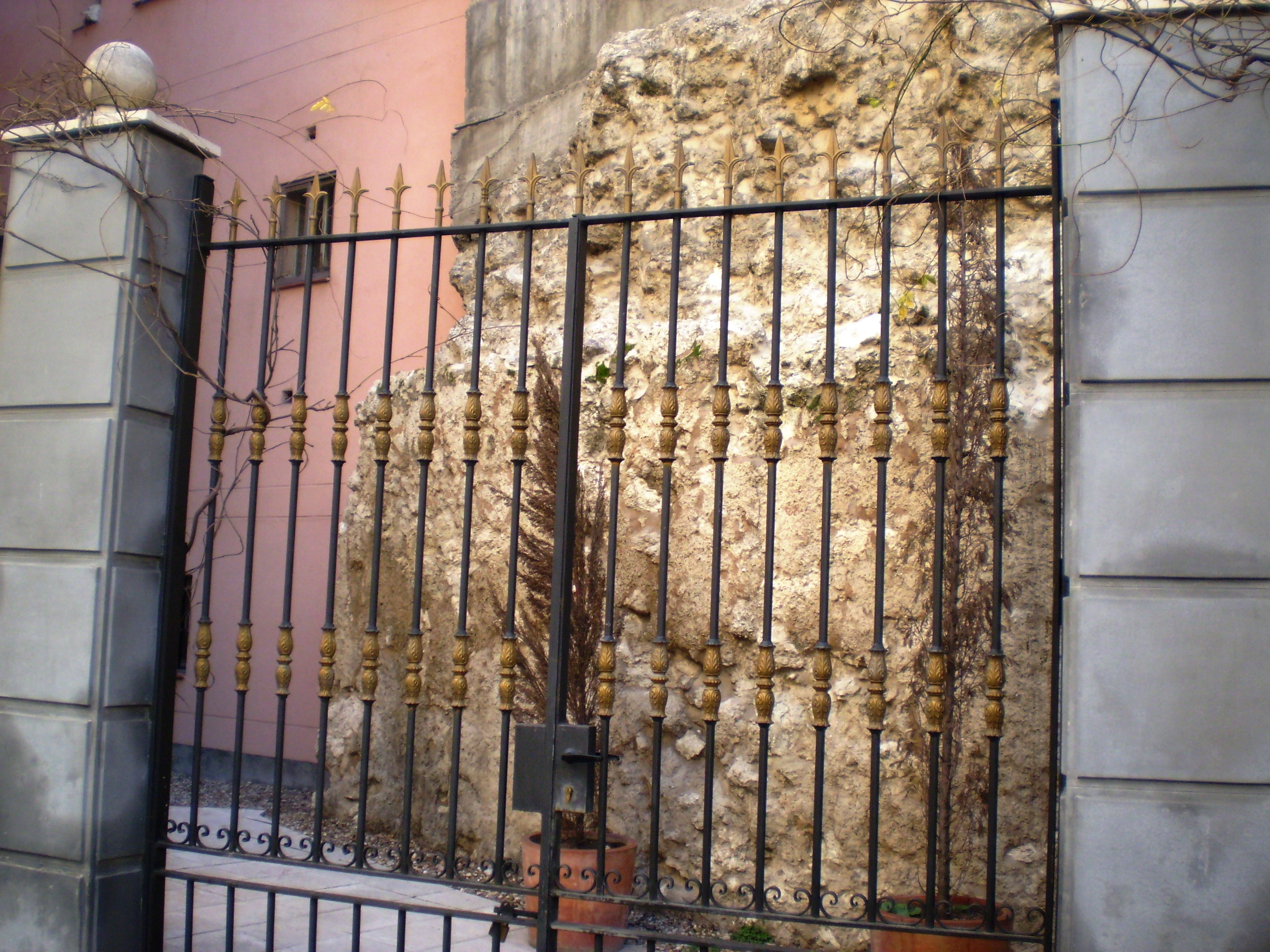
Restos de la antigua muralla en la calle de los Mancebos

Pese a la singular pervivencia de alguna edificación antigua —entre las que destacan algunas de las mejores muestras de las llamadas «casas a la malicia»—, la edificación del barrio es mayoritariamente del siglo XIX sobre las parcelas antiguas de edificios derruidos o derribados lo que mantiene el urbanismo de calles estrechas y quebradas junto con grandes plazas. Se trata de edificios muy característicos por sus grandes y muchas ventanas, que a veces constituyen estrechas balconadas de forja, aleros ligeramente sobresalientes con cubierta de teja árabe y fachada en mortero de color. Constan de cuatro o cinco alturas, más divididas en pisos en función del aumento de la altura, consagrándose en general la primera planta completa a residencia del propietario y el resto a alquileres. 
Particularmente característica fue la demolición del viejo mercado de la Cebada, inaugurado en 1875 para sustituir e institucionalizar la venta al aire libre en la plaza del mismo nombre y dar satisfacción al nuevo gusto modernista. 
Los problemas de salubridad y la falta de conciencia histórica y estética dieron a mediados del siglo XX al traste con el mercado —aunque el cercano y gemelo mercado de San Miguel sigue en pie para su contemplación— construyéndose uno nuevo de hormigón que presume de su gran techo abovedado que permite salvar unos enormes vuelos sin columnas, orgullo de las nuevas técnicas arquitectónicas. El proyecto de reforma por parte del Ayuntamiento del mercado y las instalaciones deportivas adjuntas, se paralizó durante años debido a los problemas financieros que atravesó el consistorio estando prevista la construcción de un nuevo proyecto  que deberá estar terminado en 2021.
Como se ha dicho, la plaza de la Cebada funcionaba como mercado de abastos, generalmente al por mayor, desde que en el siglo XV se habilitara para este fin un gran espacio extramuros de la Puerta de Moros. En el siglo XVIII ya se celebraban en este lugar las ferias de la ciudad y en el XIX fue además testigo de las ejecuciones de relevancia popular como la del general Rafael de Riego, ahorcado, o el bandido Luis Candelas por garrote vil.

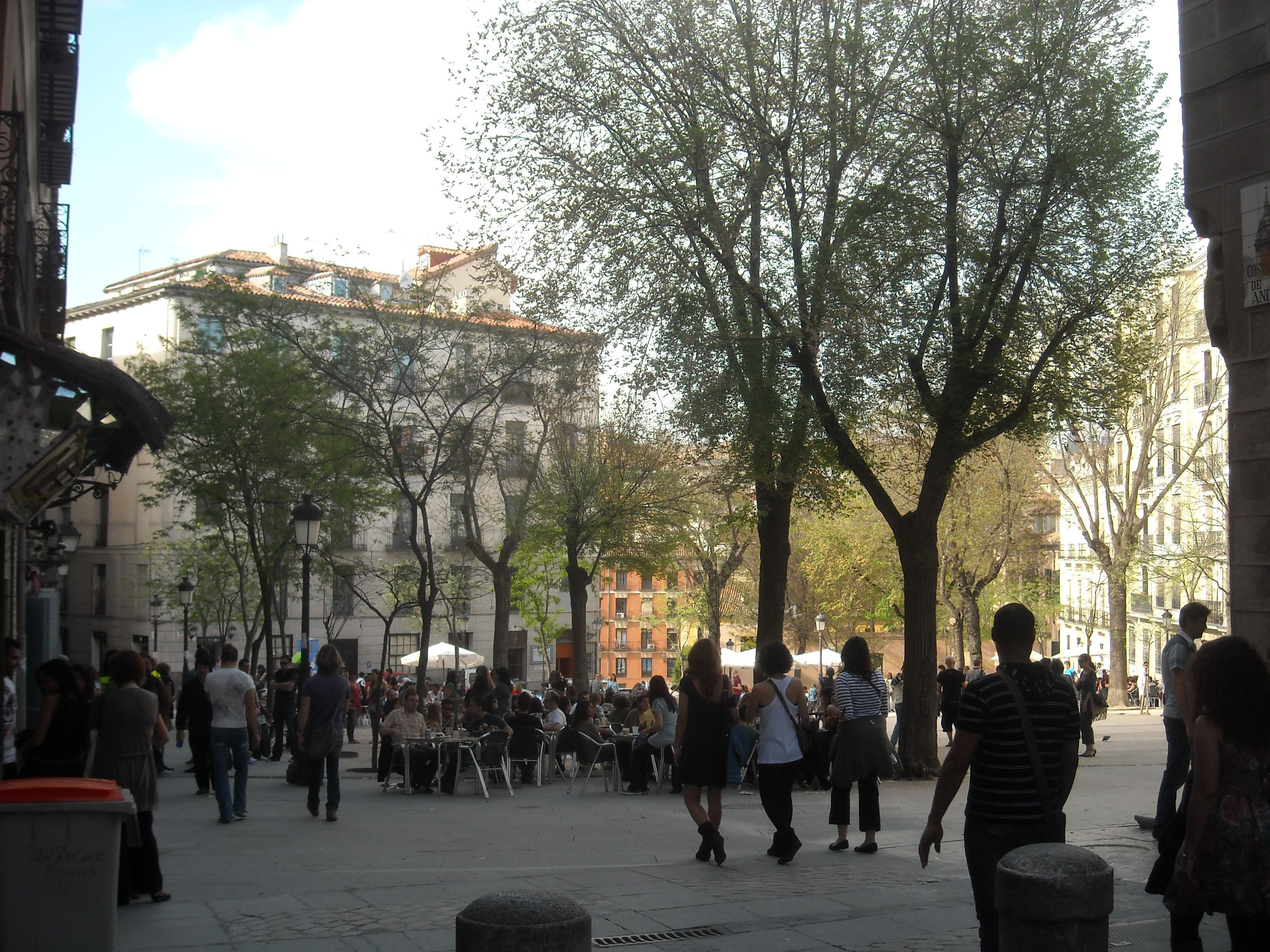
La plaza de la Paja en primavera

También ha de encontrarse una explicación histórica a las dos Cavas (Baja y Alta), en la actualidad dos calles que transcurren casi paralelas repletas de comercios y lugares de ocio y que originalmente marcaban el acceso a los huecos excavados bajo la muralla que permitían el acceso y salida de la ciudadela incluso con las puertas cerradas. En estas calles, en el siglo XVII, empezaron a alojarse en posadas, fondas y hospederías los mercaderes que venían de las diferentes zonas aledañas a Madrid a vender en el mercado. Los viajeros y sus caballerías se alojaban, según su procedencia, en instalaciones regidas por sus paisanos; instalaciones que fueron creciendo en calidad y servicios creando una estructura comercial y de ocio a la medida de estos visitantes profesionales con dinero fresco y escaso control social. Actualmente se conservan solo algunas de estas posadas y la totalidad de la orientación al ocio gastronómico y tabernario, entre los que cabe citar a Casa Lucio, La Soleá y muchos otros establecimientos tradicionales de Madrid de la máxima relevancia en su género.

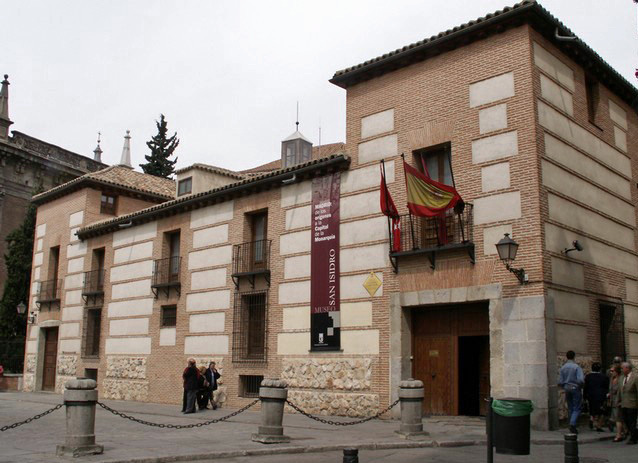
Casa museo de San Isidro o de los orígenes en la plaza de San Andrés

Desde la plaza de la Cebada y a través de la puerta de Moros se entraba en la ciudad por la plaza de los Carros, llamada así por la parada de carros dedicados a la distribución de mercancías procedentes del mercado. Adjunta a esta plaza está la de San Andrés, donde en el lugar de la antigua mezquita se erige la imponente iglesia de San Andrés consagrada en honor de san Isidro, patrón de la ciudad cuyo hijo —san Illán— fue salvado milagrosamente de la caída a un pozo que puede contemplarse en la casa adjunta a la citada iglesia, casa en la que habitaba el Santo con su esposa santa María de la Cabeza y que hoy constituye el interesante museo de San Isidro sobre la historia de la ciudad. 

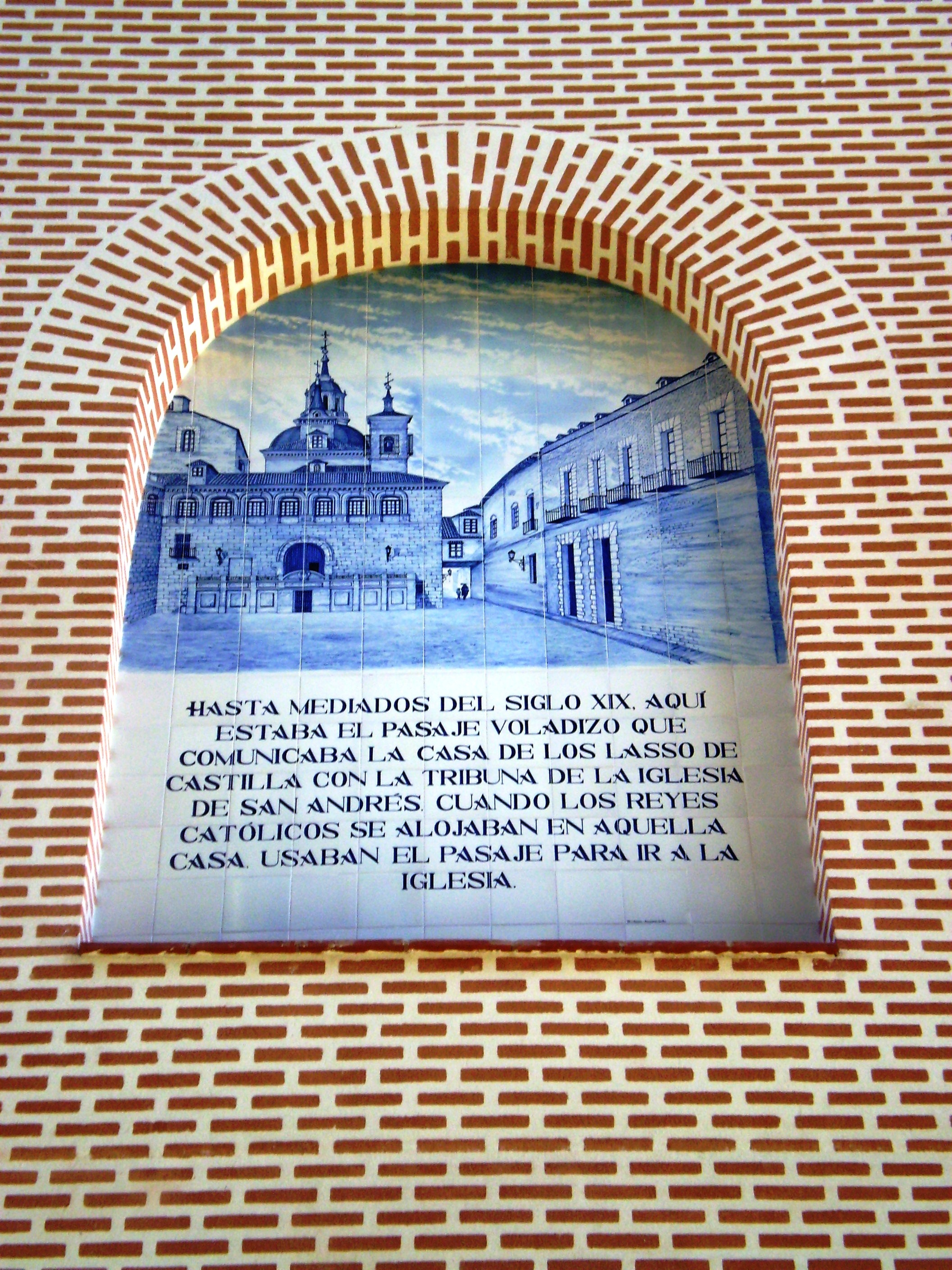
Arco de la iglesia de san Andrés, donde iba a dar el pasadizo que comunicaba el Palacio de los Lasso de Vega con el templo.

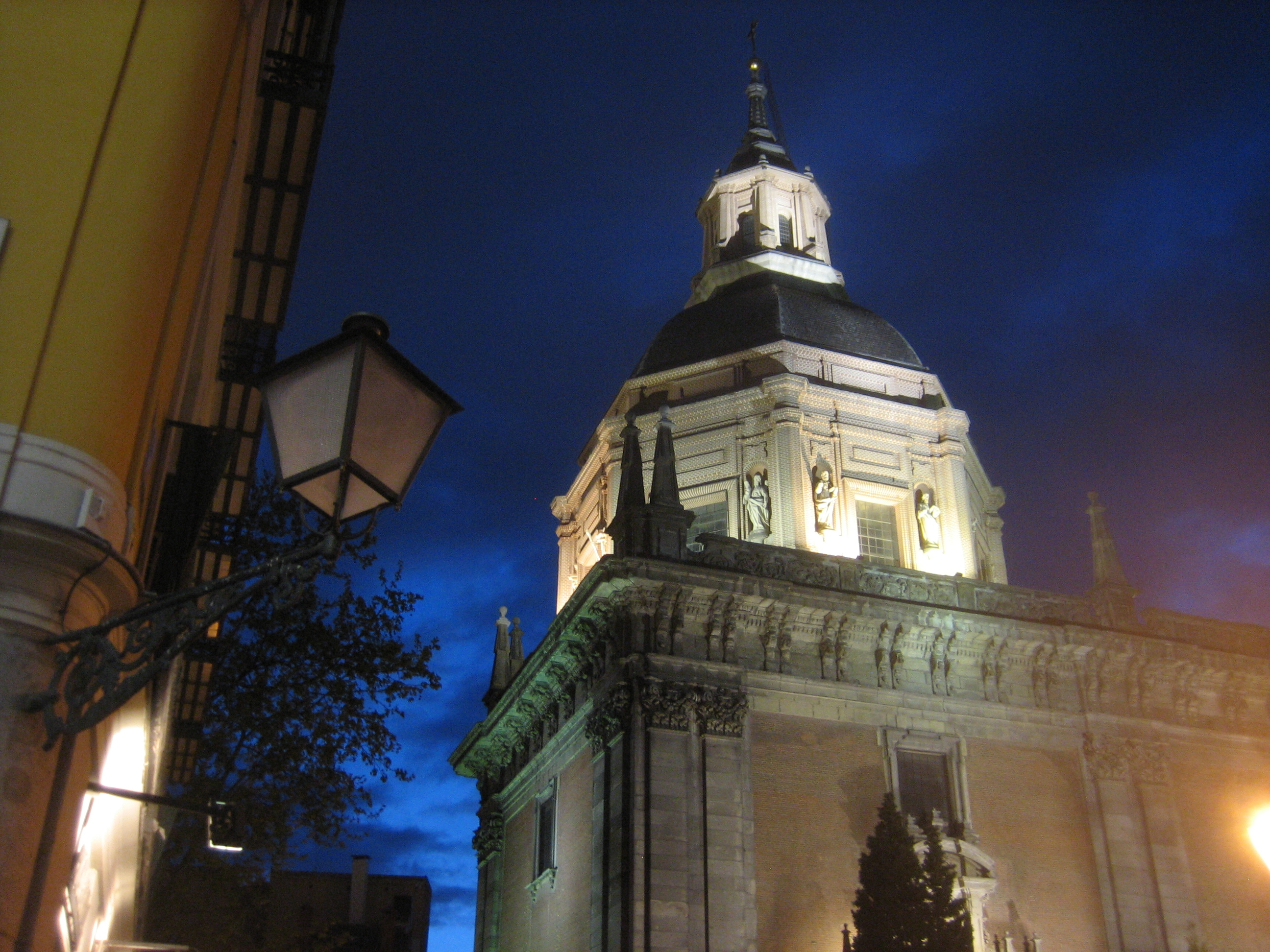
La iglesia de San Andrés vista desde la plaza de los Carros

Entrando a la vieja ciudad por la citada Puerta de Moros, dejando a la derecha la iglesia de San Andrés, pasando en su momento incluso por debajo de un pasadizo elevado que comunicaba la tribuna de esta iglesia con el majestuoso palacio de los Lasso de Castilla —hoy derruido y sustituido por viviendas— que fuera residencia de los Reyes Católicos en Madrid; hay un estrecho paso que lleva hacia la plaza de la Paja, un lugar que en el siglo XIII era el centro del mercado de la antigua villa y donde, ya entonces, Juan II de Castilla erigió la llamada plaza del Arrabal, que posteriormente fue plaza Mayor de la villa. Alrededor de la plaza se ubicaban las casas y palacios correspondientes a algunas de las más importantes familias, donde —como se ha dicho— encontraban alojamiento los reyes de Castilla cuando iban a la villa de Madrid. 
La plaza de la Paja está presidida por la capilla del Obispo, adosada a la trasera de la citada parroquia de San Andrés y el palacio de los Vargas —hoy centro concertado de Educación Secundaria— únicos edificios antiguos que permanecen en pie. Se ha dicho que este lugar recibe su nombre actual de la costumbre de dar paja al cabildo de la capilla para las mulas que utilizaban sus capellanes para pasear. Al otro lado de la plaza se encuentra el Colegio de San Ildefonso, la institución de enseñanza infantil más antigua de Madrid cuyos alumnos son aún los encargados de cantar la Lotería Nacional.
Al final de la plaza de la Paja y sobre un balcón de la calle de Segovia, encontramos el jardín del Príncipe de Anglona —un jardín neoclásico en el que por las tardes no resulta difícil encontrar a los escolares del citado colegio de San Ildefonso y de otros cercanos merendando y jugando—.

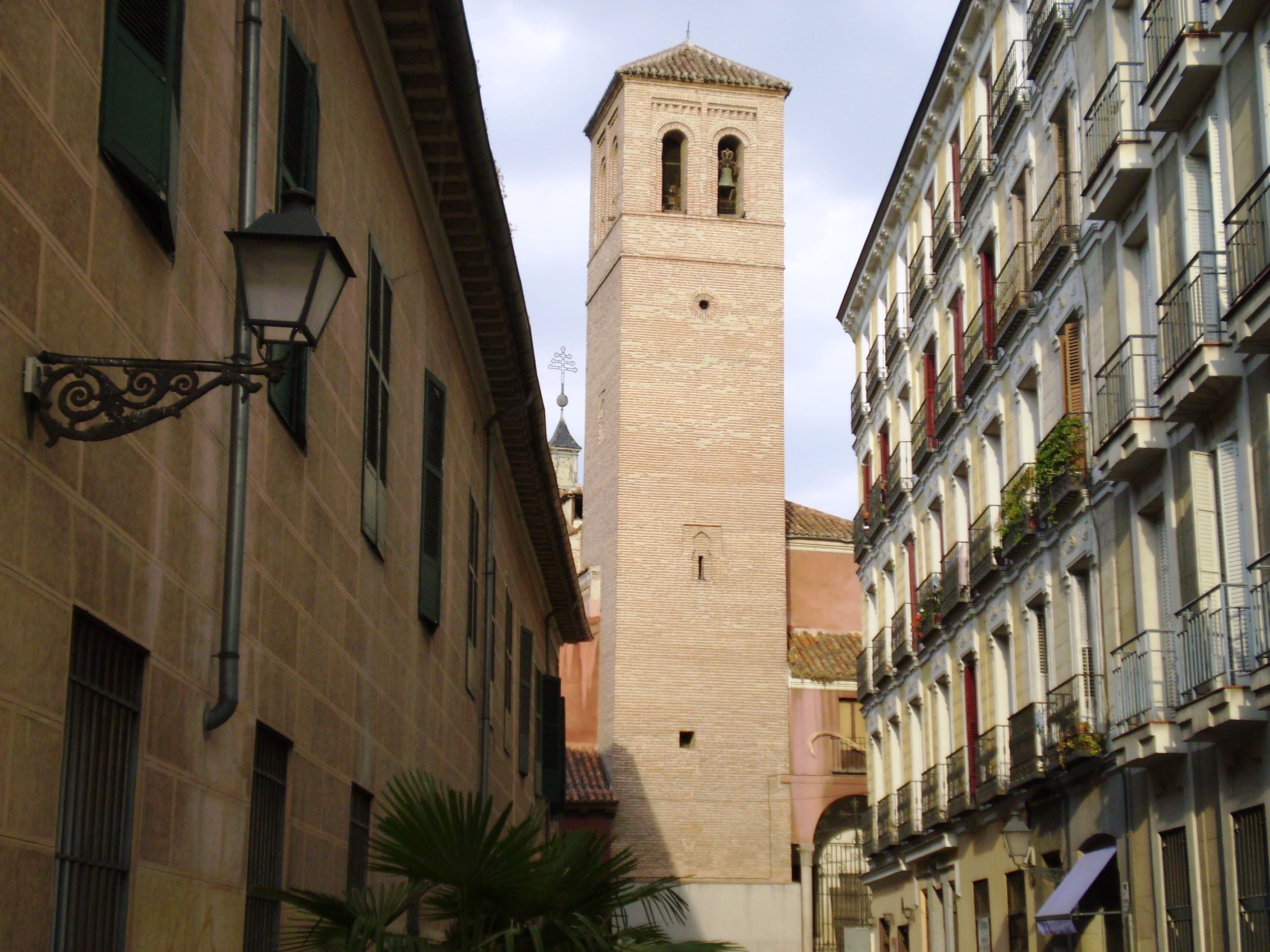
La torre mudéjar de San Pedro el Viejo desde la calle del Príncipe de Anglona. A la izquierda, fachada del Palacio de Anglona.

Y saliendo ya de la plaza por la calle del Príncipe de Anglona —dejando a la izquierda el antiguo palacio—, presidida por la torre mudéjar del siglo XIV de la iglesia de San Pedro el Viejo, —tal vez la torre más antigua en pie de la capital— se llega a dicha iglesia —alojamiento permanente de la imagen de Jesús el Pobre— y a la calle del Nuncio, donde estuvo hasta el siglo XX la nunciatura apostólica del papado en España, para perdernos por estrechas calles en dirección a la Cava Baja. 
Para finalizar el recorrido histórico merece la pena volver a la plaza de la Paja y descender por la estrecha calle de Alfonso VI, llamada así en honor del conquistador de Madrid y por ennoblecer su antigua denominación de calle del aguardiente —por llevarse a cabo en esta calle gran parte de la distribución de estos licores— y de la consiguiente fama asociada a peleas y discusiones que dicho negocio al parecer provocaba. 

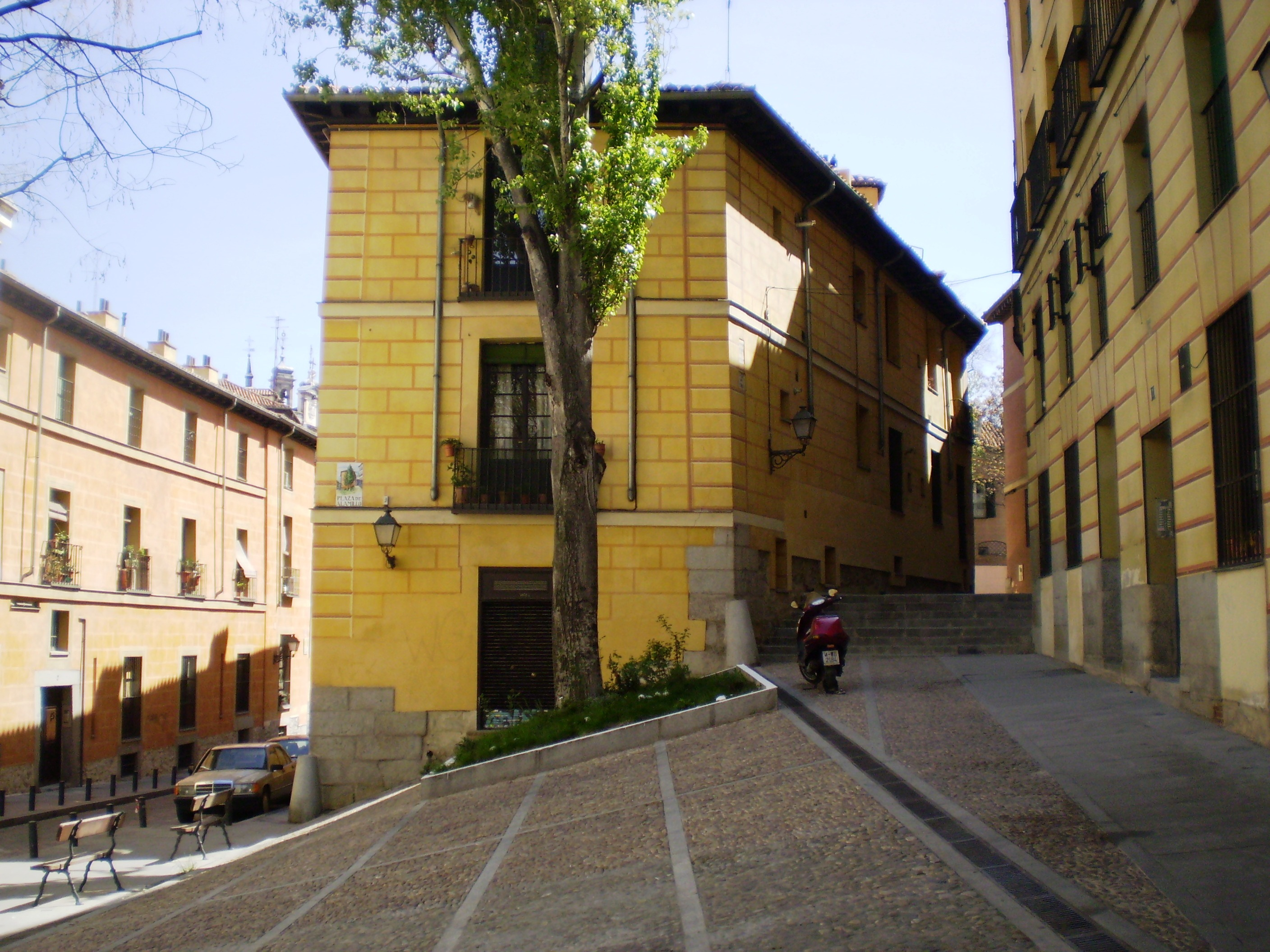
La plaza del Alamillo con el álamo al fondo

Por ella se llega a la «Morería Vieja», probable centro de la antigua ciudad árabe y posteriormente arrabal de moriscos irredentos y conversos, durante mucho tiempo y hasta finales del siglo XIX en estado de ruina y abandono, de todo lo cual pervive el nombre de la calle de la Morería y, probablemente, el de la plaza del Alamillo, propuesta cristianización del viejo alamud o tribunal árabe que se correspondería con algunos estudios que adjudican a este lugar el viejo ayuntamiento moro (aunque tal vez sea solo referencia popular al álamo que tuvo esta plaza). 
Entre las muchas calles con nombre de origen legendario está la citada de los Mancebos, antes de los Dos mancebos, en probable referencia a los dos niños allí encerrados —en el palacio de los Lasso— y posteriormente ajusticiados, acusados de la muerte accidental de Enrique I de Castilla en Palencia por la caída de una teja. Otras teorías encuentran el origen del nombre en los muchachos que se tenían de hospedaje en dicho palacio, quiénes, desde las ventanas a la altura de la calle, se divertían embromando a los viandantes.

## Recorrido social
A diferencia de otros lugares, el barrio de La Latina se constituyó muy pronto y mantuvo mucho tiempo una particular integración y convivencia de prácticamente todos los estratos sociales. Nobleza mayor y menor, clero pobre y rico de las diferentes iglesias y capillas, diplomáticos asociados a la Nunciatura, artesanos de los diferentes gremios que acabaron dando nombre a las calles donde practicaban su oficio y, sobre todo, mercaderes de fuera de Madrid y revendedores de ocasión u oficio quienes, junto con los habitantes de unos arrabales de semicampesinos y semidelincuentes que se colaban a través de la Puerta de Toledo, crearon entre todos una extraña configuración social muy urbana y dinámica.

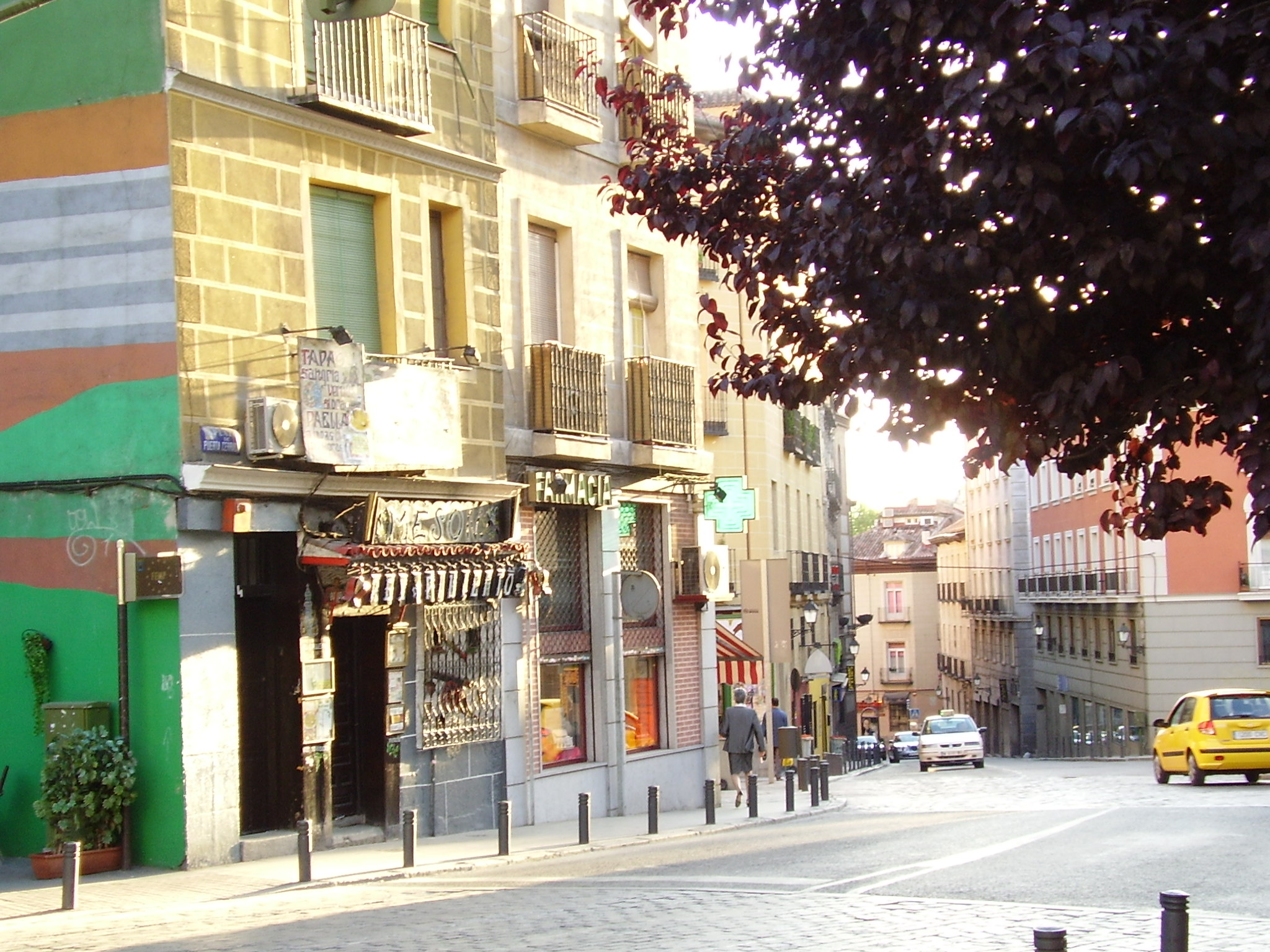
Bajada desde Puerta Cerrada por la calle de Segovia

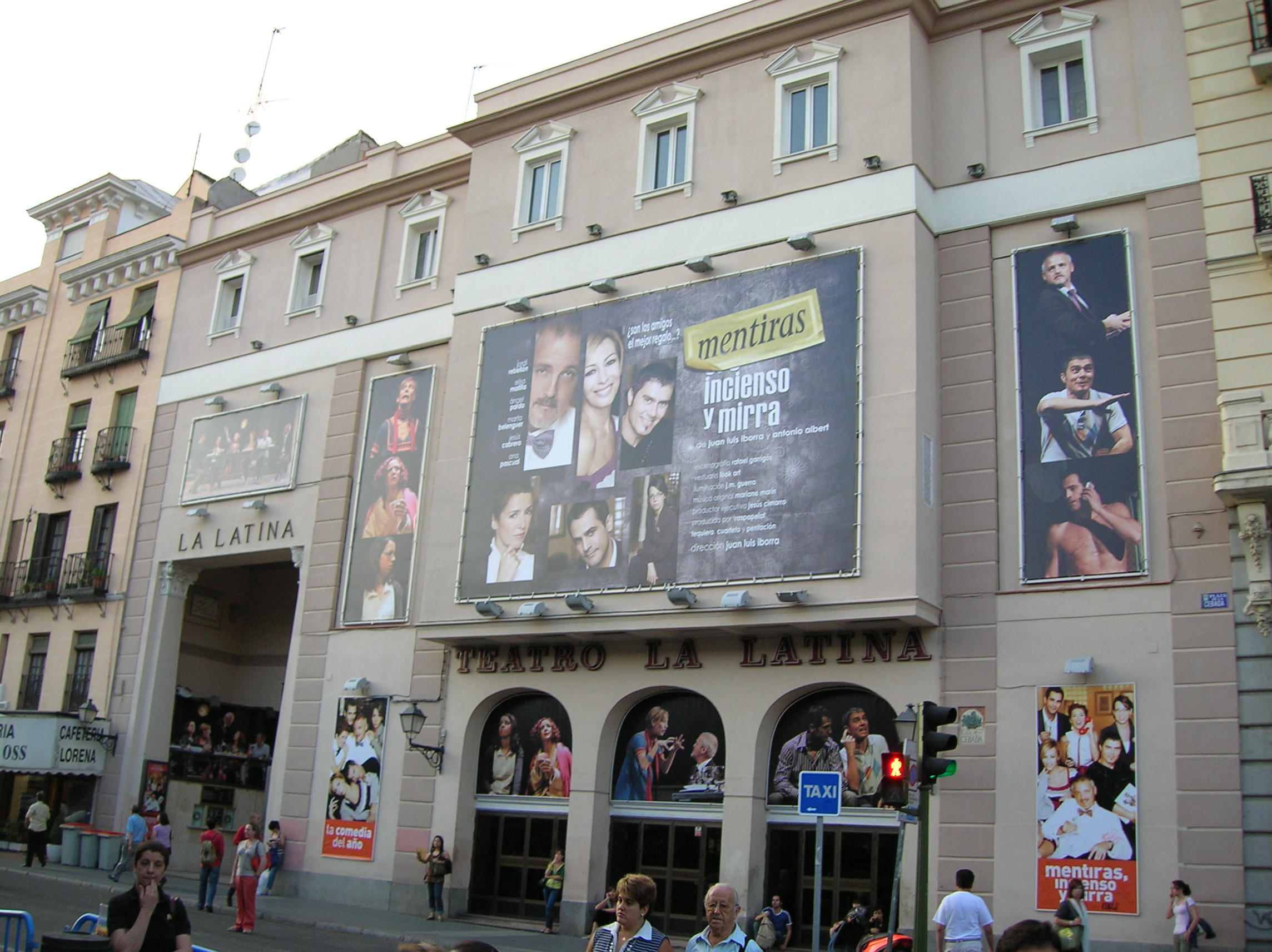
Teatro de La Latina en la plaza de la Cebada de Madrid

La segregación espacial por barrios, definitiva en Madrid a partir del siglo XIX, hizo que los aristócratas abandonaran sus palacios lo que, unido a la desamortización de Mendizábal, hizo que se derribaran las más importantes parcelas para construcción de edificios para el alquiler con el mayor aprovechamiento posible, es decir, con corralas, distribución mínima del espacio por familia, etc. En suma, las clases más altas huyeron de la zona y su espacio se rellenó con lo que hoy se conoce como chabolismo vertical. 
La llegada de la conciencia histórica a las autoridades, poco a poco desde la segunda mitad del siglo XX, ha llevado a una enorme revalorización social y económica de la zona y a un cierto proceso de gentrificación. Con su trazado urbano casi idéntico y con muy pocas muestras de sus edificaciones históricas —las anteriores al siglo XIX— el barrio de la Latina se ha constituido como uno de los principales centros artísticos, turísticos y de ocio de la ciudad. Su medida cercanía y distancia del centro de la ciudad —característica de su historia— lo convierten en un deseado lugar residencial repleto de oferta de ocio y hostelería. Desde 1980 un específico plan urbanístico protege sus edificaciones y junto al citado plan de recuperación del entorno del Mercado de la Cebada se cuentan otros de rehabilitación de enclaves históricos específicos como los referidos a las Cavas o a la vieja muralla.
Asimismo, el barrio de la Latina cuenta con el Teatro de La Latina y varios pequeños teatros, así como también sirve de «escenario» a la mayoría de las películas de cine que se ruedan en Madrid, y en sus calles no es difícil encontrarse con personajes famosos del séptimo arte, la cultura o la televisión. 

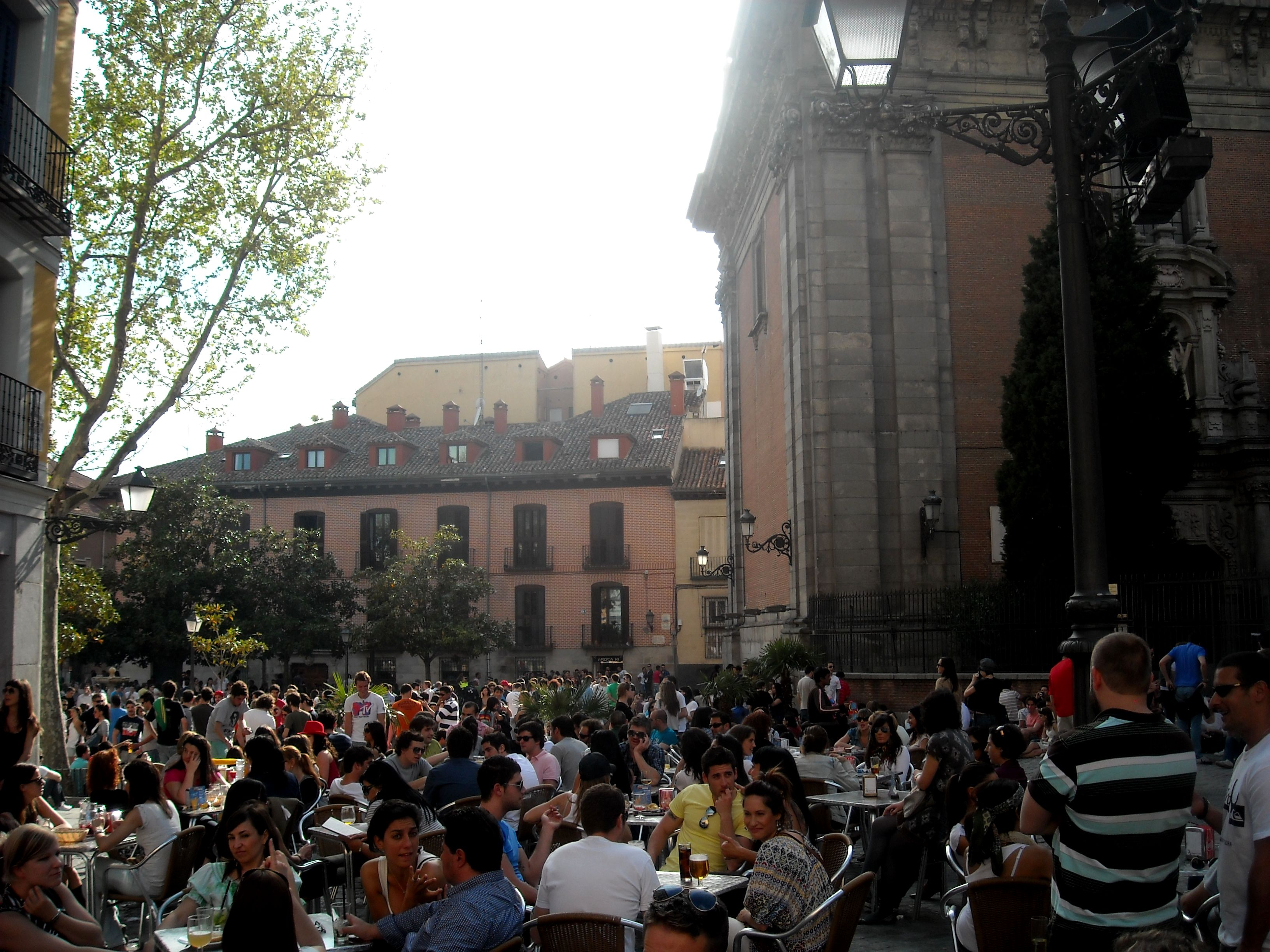
Terrazas de domingo en La Latina

El carácter peatonal de la mayoría de sus muchas plazas hace que sus terrazas estén llenas todas las tardes desde el inicio de la primavera hasta bien entrado el otoño y que reúna grandes aglomeraciones de gente joven y de mediana edad en las noches de los fines de semana, disfrutando de sus bares, tabernas y restaurantes.
En sus edificios —la mayoría de ellos ya rehabilitados— aún conviven los últimos representantes de las generaciones más populares con los jóvenes más bohemios y de un nivel económico medio-alto. 
En este sentido cabe destacar que La Latina haya sido el segundo lugar de Madrid en ser foneado (después del barrio de Chueca). Algo parecido resulta de observar la disposición de los comercios, pues conviven pared con pared los más tradicionales y artesanos con los lugares de diseño y nuevas tendencias.
En el otoño de 2009 se empezó a publicar LaLatinaHoy, el primer periódico digital dirigido exclusivamente a los vecinos del barrio de La Latina, con intención de primar el periodismo ciudadano y el servicio público en la información. Desde el 1 de marzo de 2010 se encuentra en la red el periódico digital Somoslalatina.com.[cita requerida]

## Transportes
La zona es de carácter semipeatonal, con estacionamiento regulado y toda ella  dentro del área de restricción del tráfico de Madrid Central.
- Metro de Madrid: Línea  (La Latina)
- Autobuses de la EMT diurnos: 3 17 18 23 31 35 50 60 65 148 002 M3
- Autobuses de la EMT nocturnos: N16 N26

Existe un estacionamiento público en la calle Toledo, esquina calle de la Cebada, y otro bajo la cercana plaza Mayor.